# 朱曉輝 (模特兒)
朱曉輝（1983年12月14日—），凱渥模特兒經紀公司旗下模特兒及演員，活躍於中國大陸、香港，2012年亞洲先生競選冠軍。
2011年，朱曉輝拍攝雲翔電影《遊》，扮演抑鬱症藝人，更有正面裸露鏡頭。2012年亞洲先生競選期間，涉及超期滯留香港，選前拍攝的四千張「肉照」流傳，2010年與藝人陳冠希父親陳澤民在铜锣湾利园吃飯時舉止親密，亦被傳媒炒作。

## 演藝經歷

### 獎項
- 健身風雲榜十大明星教練
- “炫舞中華”全國健美操明星賽男子第一
- 北京市健美操形象大使冠軍
- 全國十佳健身先生
- 江西省健身先生冠軍
- 中央五台青春時光街舞、搏擊操教練
- 國際健身大會培訓師
- 第一本健身教練國家教材動作示範
- 史上唯一支奧運會男子啦啦隊成員
- 國際LESMILLS健身體系六項認證教練

### 影視作品
- 舞動奇蹟 （湖南衞視）第三季
- 快樂大本營 （湖南衞視）
- 舞蹈世界 （中央電視臺）
- 健康男女 （北京電視臺）
- 我愛每一天 （湖南衞視）
- 武媚娘传奇 （湖南衞視）

### 廣告
- Oral-B 電動牙刷
- 奧林匹克美術大會宣傳片
- TOOT內衣形象代言人
- Adidas
- TCL 電視

### 平面作品
- JESSICA MEN (香港)
- MR (香港)
- 男人裝
- MILK X (香港)
- 風度